# Xã Smith, Quận Brule, Nam Dakota
Xã Smith (tiếng Anh: Smith Township) là một xã thuộc quận Brule, tiểu bang Nam Dakota, Hoa Kỳ. Năm 2010, dân số của xã này là 57 người.